# АӀ
АI – dwuznak cyrylicy wykorzystywany w zapisie języka arczyńskiego. Oznacza dźwięk [aˁ], czyli faryngalizowaną samogłoskę otwartą centralną niezaokrągloną.
Przykład użycia digrafu: аIра́IчI co tłumaczy się jako duży, dojrzały.

## Kodowanie
| Forma     | Wygląd | Części składowe | Części składowe |
| --------- | ------ | --------------- | --------------- |
| majuskuła | АI     | U+0410 А        | U+04C0 I        |
| minuskuła | аI     | U+0433 а        | U+04CF I        |